# Флаг Германии
Флаг Германии (нем. Flagge der Bundesrepublik Deutschland) представляет собой прямоугольное полотнище с соотношением сторон 3:5, состоящее из трёх равновеликих горизонтальных полос: верхней — чёрного, средней — красного и нижней — золотистого цвета. Был утверждён 23 мая 1949 года.

## Флаги Федеративной Республики Германия

### Федеральный флаг

Вертикальное расположение федерального флага в виде стяга (баннера)

Штандарт федерального президента

8 мая 1949 года собравшийся в Бонне Парламентский совет, состоявший из представителей ландтагов земель в зонах оккупации США, Великобритании и Франции, принял Основной закон Германии, пунктом 2 статьи 22 которого установлено: «Федеральный флаг (нем. Bundesflagge) — чёрно-красно-золотой», и 9 мая 1949 года, впервые на территории Германии после 1933 года, чёрно-красно-золотой флаг был поднят над зданием Естественно-научного музея Александра Кёнига, где заседал Парламентский совет. Основной закон вступил в силу 23 мая 1949 года.
Распоряжением о германских флагах от 7 июня 1950 года было установлено точное описание федерального флага: «Федеральный флаг состоит из трёх равных по ширине горизонтальных полос, сверху чёрная, в середине красная, внизу золотого цвета. Отношение высоты полотнища флага к его длине как 3 к 5» (при этом оттенки цветов не были точно установлены, но федеральное правительство использует определённые цвета: на шкале RAL цвета флага ФРГ имеют следующие значения: чёрный — 9005, красный — 3020 и золотой — 1021. По системе RGB — 000000, FF0000 и FFCC00.).
8 декабря 1951 года было установлено, что федеральный флаг должны нести и все коммерческие суда Германии.
Федеральный флаг был подтверждён без изменений новым распоряжением о германских флагах от 13 ноября 1996 года, которым была также установлена возможность использования федерального флага в форме вертикального стяга (баннера), который состоит из трёх равных по ширине вертикальных полос: слева — чёрная, в середине — красная, справа — золотого цвета.

### Штандарт федерального президента
Распоряжением о германских флагах от 7 июня 1950 года был установлен штандарт федерального президента (нем. Standarte des Bundespräsidenten) с описанием: «Штандарт федерального президента представляет собой равносторонний, с красной каймой со всех сторон, прямоугольник золотого цвета, в котором изображён парящий федеральный орёл, обращённый к древку. Отношение ширины красной каймы к высоте штандарта как 1 к 12». Штандарт федерального президента был без изменений подтверждён новым распоряжением о германских флагах от 13 ноября 1996 года.

### Служебный флаг федеральных ведомств

Служебный флаг федеральных ведомств

Служебный флаг федеральных ведомств в форме вертикального стяга (баннера)

Распоряжением о германских флагах от 7 июня 1950 года был установлен служебный флаг для федеральных ведомств (нем. Dienstflagge der übrigen Bundesbehörden): «Флаг имеет такие же горизонтальные полосы, как на федеральном флаге, ближе к древку, занимая по 1/5 ширины чёрной и красной полос, изображён федеральный щит с орлом, обращённым к древку. Отношение высоты полотнища к его длине как 3 к 5».
Этим же распоряжением было предписано всем федеральным ведомствам и органам власти, исключая федерального президента и федеральную почту, использовать служебный флаг федеральных ведомств. На зданиях федеральных ведомств и их плавсредствах должен быть поднят федеральный флаг или служебный флаг для федеральных ведомств.
Флаг был без изменений подтверждён новым распоряжением о германских флагах от 13 ноября 1996 года, которым была дополнительно установлена возможность использования служебного флага в виде вертикального стяга (баннера).

### Флаг федеральной почты
Распоряжением о германских флагах от 7 июня 1950 года был установлен флаг федеральной почты (нем. Bundespostflagge): «Флаг федеральной почты имеет горизонтальные полосы, как на федеральном флаге, но с более широкой красной полосой, которая на 1/5 шире чёрной и золотой полос, в середине которой изображён обращённый мундштуком к древку золотой почтовый рожок с золотым шнуром, 2 золотыми кистями и 4 золотыми молниями. Отношение высоты полотнища к его длине как 3 к 5».
Флаг использовался до 31 декабря 1994 года, когда Германская федеральная почта (Deutsche Bundespost) была акционирована и с 1 января 1995 года перестала быть государственным федеральным ведомством.

Флаг федеральной почты
Флаг министра по делам федеральной почты
Флаг президента федеральной почты
Вымпел судов при перевозке федеральной почты, 1951—1990

В 1951—1990 годах существовал специальный вымпел федеральной почты, который поднимался на судах при перевозке ими почты.

### Служебный флаг военно-морских сил

Служебный флаг и гюйс военно-морских сил

2 января 1956 года в составе вооружённых сил Германии (Бундесвера, нем. Bundeswehr) были созданы военно-морские силы. Для них распоряжением федерального президента от 25 мая 1956 года был утверждён служебный флаг (нем. Dienstflagge der Seestreitkräfte der Bundeswehr), представляющий собой флаг федеральных ведомств «с косицами» (вырезом в виде «ласточкина хвоста» на свободном крае полотнища).
Флаг является кормовым для военных кораблей, и, в уменьшенном виде, — гюйсом.
Форма военно-морского флага «с косицами» распространена на военных флотах скандинавских и балтийских стран (Дании, Швеции, Норвегии, Финляндии, Польши и Эстонии). Эта форма и связь со служебным флагом федеральных ведомств выбрана осознанно, чтобы подчеркнуть отказ от прежних агрессивных германских военно-морских флагов.
После создания в 1957 году федеральных военно-морских сил (Бундесмарине, нем. Bundesmarine) и преобразования их в 1995 году в Германские военно-морские силы (нем. Deutsche Marine) флаг, утверждённый в 1955 году, остался без изменений.
Помимо флага и гюйса имеются различные должностные и вспомогательные флаги.

### Флаги федеральных вооружённых сил

Единый образец лицевой стороны знамени частей вооружённых сил
Флаг генерального инспектора вооружённых сил

## История германских флагов

### Священная Римская империя германской нации 1410—1806
Геральдическая комбинация чёрного, красного и золотого цветов известна со времён Средневековья. Предшественник современных германских флагов — имперские гербы и знамёна Священной Римской империи германской нации.

Интерпретация герба Священной Римской империи германской нации в рисунке Ганса Бургкмайера 1510 года в Аугсбурге, раскрашенная ксилография Йоста Негкера
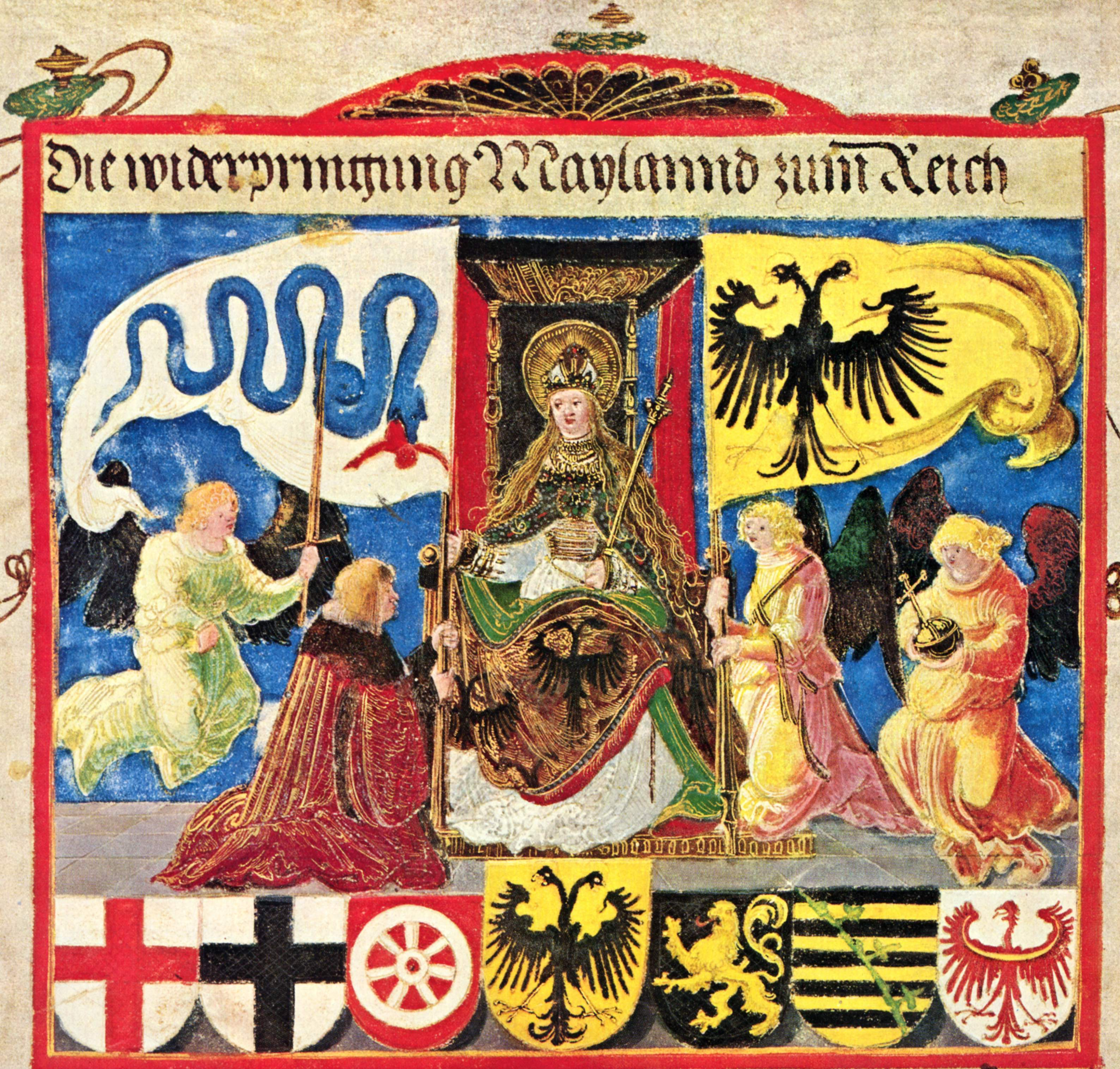
Герб и знамя Священной Римской империи германской нации в рисунке Альбрехта Альтдорфера, 1480 –1538

- До 1410: чёрный одноглавый орёл с красным клювом и когтями на золотом фоне. Этот орёл, вместе с чёрно-золотой комбинацией цветов образовал императорский герб. С XIII—XIV-го вв. его клюв и когти стали раскрашивать в красный цвет. Старейшее свидетельство этому — Манесский кодекс.

- С 1410 по 1806: чёрный двуглавый орёл с красным клювом и когтями на золотом фоне. Двуглавый орёл символизирует королевскую и императорскую власть.

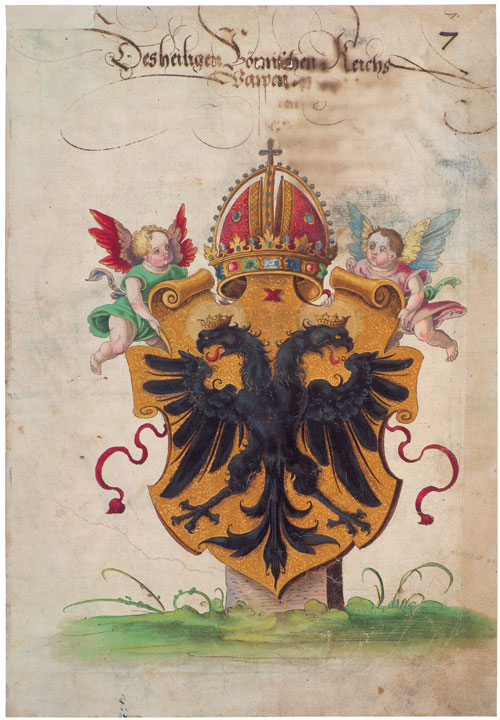
Герб Священной Римской империи германской нации в середине XVI века, рисунок Виргиля Солиса (1514—1562)
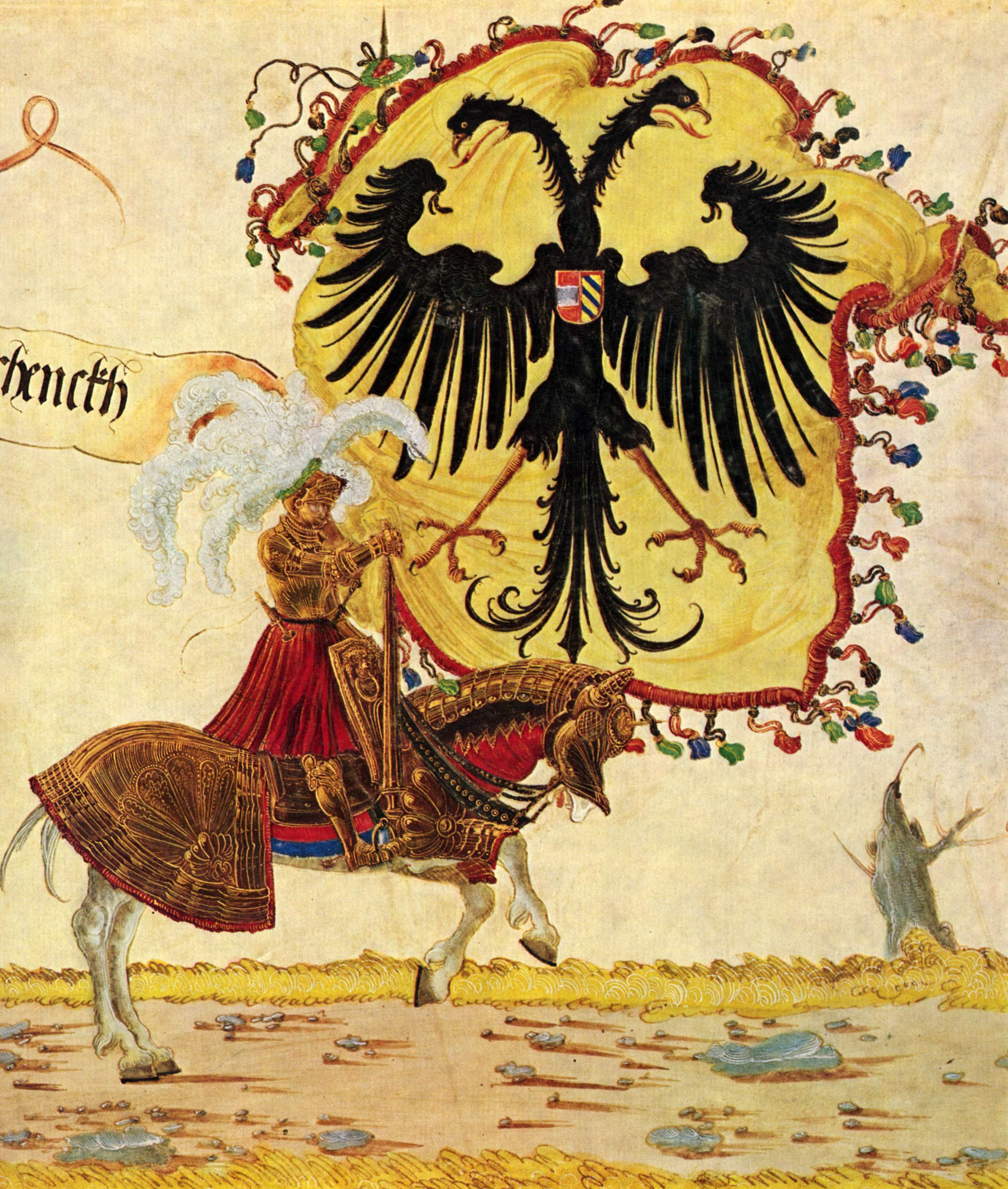
Знамя Священной Римской империи, фрагмент картины художника Альбрехта Альтдорфера, 1480—1538
Знамя Священной Римской империи германской нации (современная прорисовка)
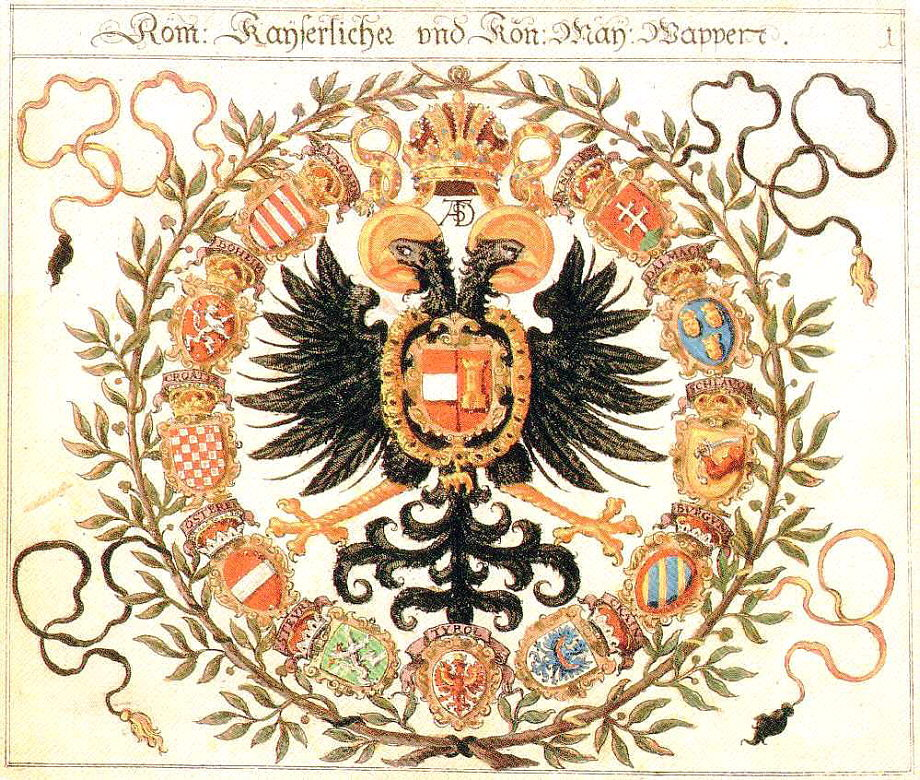
Герб Священной Римской империи германской нации начала XVII века, рисунок из гербовника И. Зибмахера

Родовым гербом графов Габсбургов был красный лев в золотом щите, а гербовыми (ливрейными) цветами — золотой (жёлтый) и красный. Граф Рудольф I Габсбург в 1273 году стал императором Священной Римской империи германской нации и впервые соединил родовой герб Габсбургов с имперским двуглавым чёрным орлом в золотом щите. Последующие императоры Священной Римской империи германской нации (без перерыва — с 1438 года) также добавляли на грудь чёрному двуглавому орлу многочастные щиты с гербами подвластных им владений. При этом гербовые (ливрейные) цвета Габсбургов (золотой и красный) сменились чёрно-золотыми (чёрный орёл в золотом поле). После прекращения существования в 1806 году Священной Римской империи германской нации, её последний император стал титуловаться императором Австрийским и сохранил в гербе изображение чёрного двуглавого орла в золотом щите и чёрно-золотые (чёрно-жёлтые) гербовые цвета, которые до 1918 года оставались династическими цветами Габсбургов в Австро-Венгрии и широко использовались в виде декоративных полотнищ при украшении правительственных зданий и жилых домов, в окраске пограничных и верстовых столбов, армейской атрибутике.

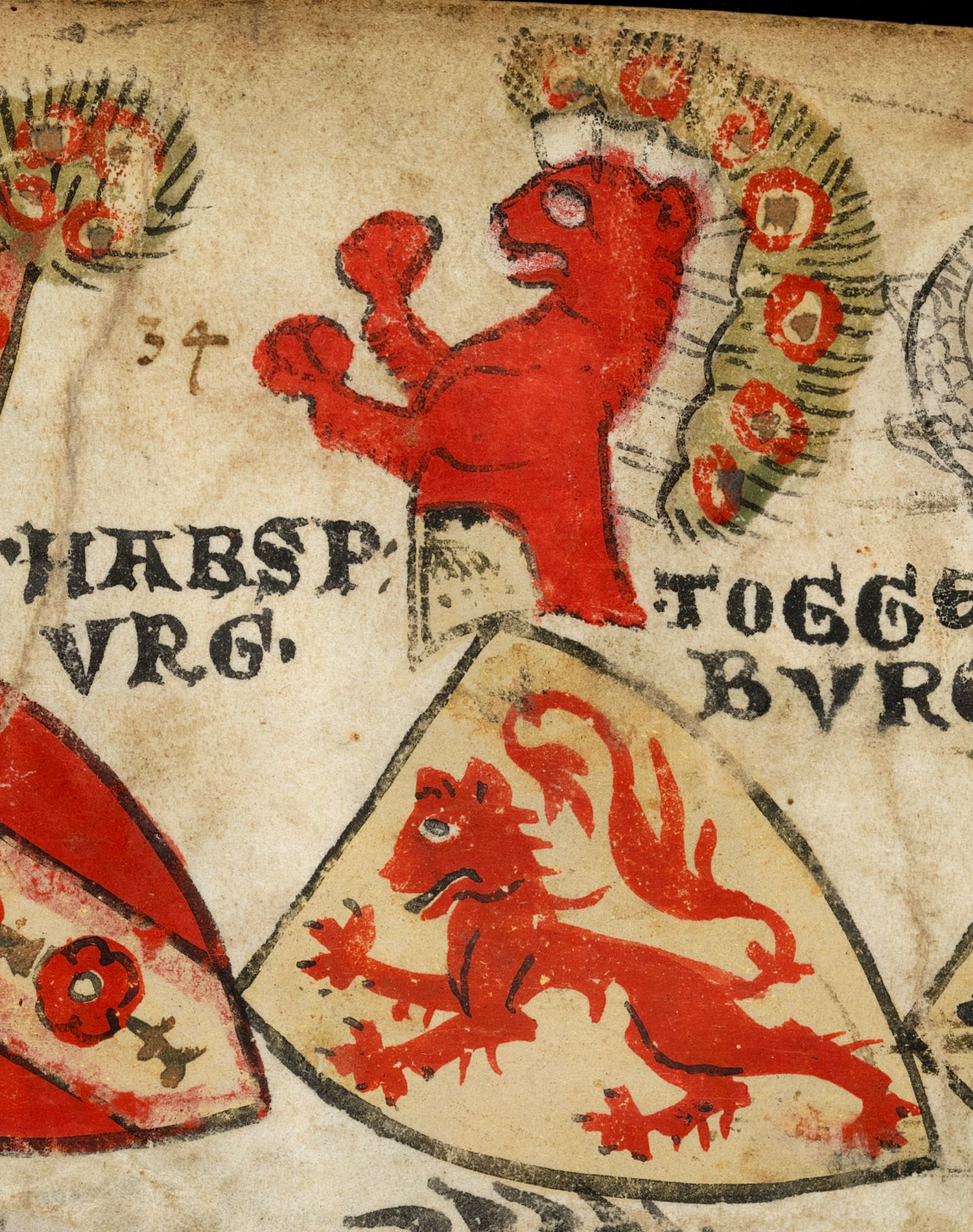
Родовой герб графов Габсбургов
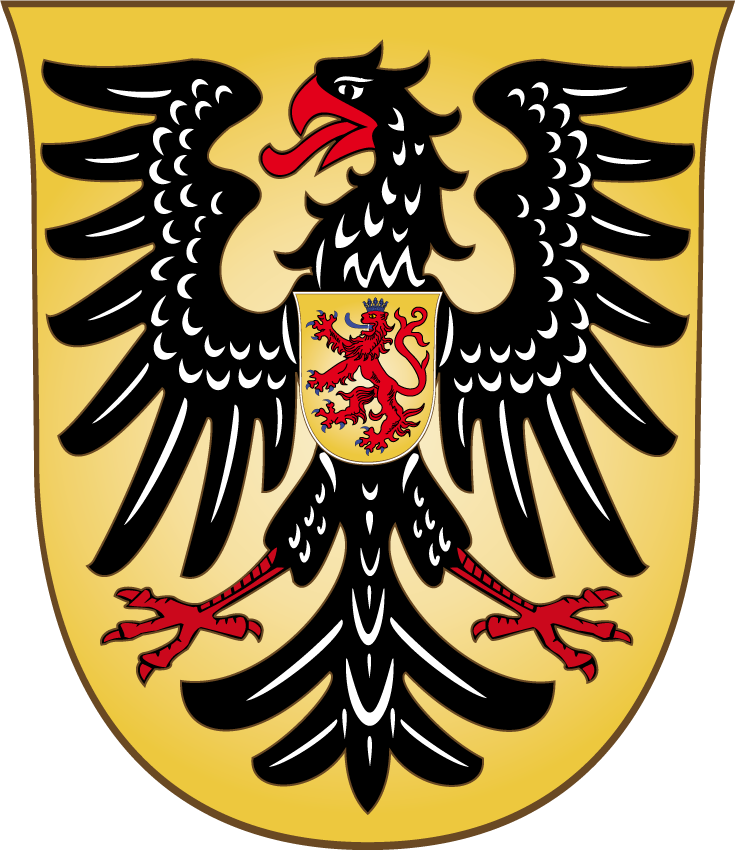
Герб императора Священной Римской империи Рудольфа I Габсбурга 1273—1291 (современная прорисовка)
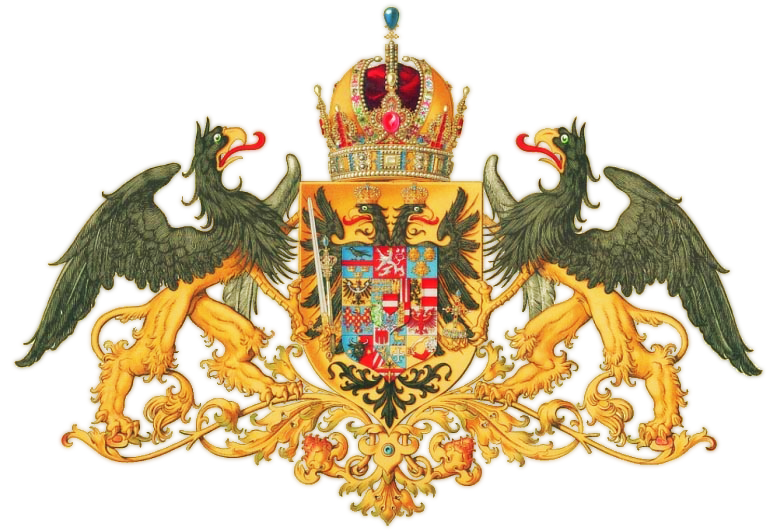
Средний герб империи Габсбургов с 1806 года
Гербовые (ливрейные) цвета Габсбургов (полотнище для украшения)

Родовым гербом Гогенцоллернов был щит, разбитый (рассечённый и пересечённый) в серебро и чернь, а гербовыми (ливрейными) цветами — чёрный и серебряный (белый). Гербом Немецкого (Тевтонского) ордена был чёрный крест в серебряном щите, на белом знамени Ордена также изображался чёрный прямой крест. После секуляризации Ордена было создано Герцогство Пруссия, гербом которого стал чёрный одноглавый орёл в серебряном щите, а гербовыми (ливрейными) цветами — чёрный и белый. Гербом Курфюршества Бранденбург, курфюрстами которого стали Гогенцоллерны, был красный орёл в серебряном щите, а гербовыми (ливрейными) цветами — красный и белый. Многие ганзейские города имели серебряно-красные гербы и бело-красные флаги.

Знамя Священной Римской Империи в XII—XIV веках
Родовой герб Гогенцоллернов
Герб Немецкого (Тевтонского) Ордена
Знамя Немецкого (Тевтонского) Ордена
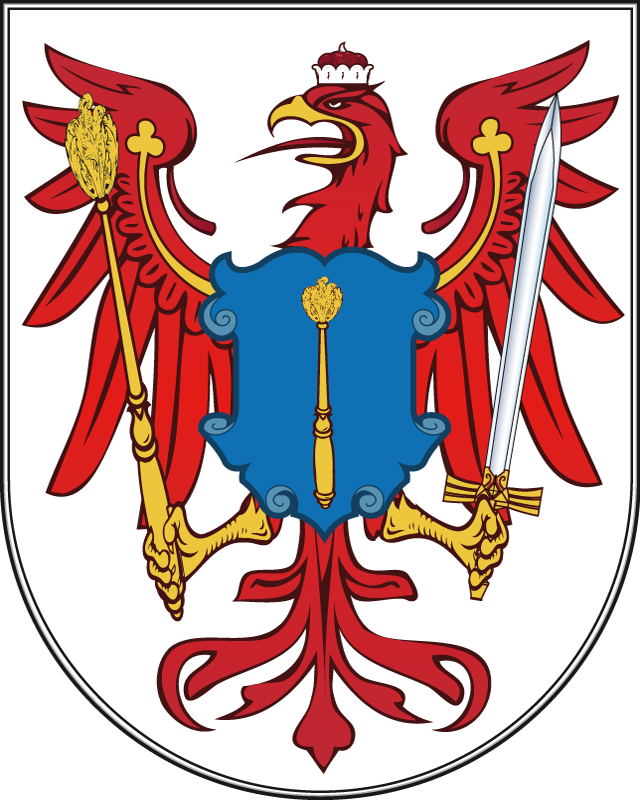
Герб Курфюршества Бранденбург (современная прорисовка)
Гербовые цвета Курфюршества Бранденбург (полотнище для украшения)
Военный флаг Королевства Пруссия, 1803
Гербовые цвета Королевства Пруссия и династии Гогенцоллернов (полотнище для украшения, драпировки и т.д.)
Флаг вольного ганзейского города Бремен
Флаг вольного ганзейского города Гамбург
Флаг вольного ганзейского города Данциг

В 1804 году император Священной Римской империи германской нации Франц II Габсбург принял титул императора Австрии. 12 июля 1806 года Бавария, Вюртемберг, Баден, Гессен-Дармштадт, Нассау (обеих линий), Берг и восемь других германских государств подписали в Париже договор об образовании Рейнского Союза под покровительством императора Наполеона I и 1 августа 1806 года объявили о своём выходе из состава Священной Римской империи германской нации. Вскоре при посредничестве («медиатизации») Наполеона началось присоединение участниками Рейнского союза сопредельных владений имперских рыцарей, мелких графств и княжеств, в результате которой число германских государственных образований сократилось с двухсот до чуть более сорока.
Вследствие ультиматума Наполеона 6 августа 1806 года Франц II Габсбург объявил о сложении с себя титула и полномочий императора Священной Римской империи германской нации, объяснив это возникшей невозможностью исполнения обязанностей императора после учреждения Рейнского союза. Священная Римская империя германской нации перестала существовать.
При создании в 1848 году Германского Союза предполагалось создание «Большой Германии», включающей империю Габсбургов, поэтому для Германского Союза был выбран подобный габсбургскому гербу герб с чёрным орлом и чёрно-красно-золотой флаг.
В 1867—1871 годах объединение Германии произошло в форме «Малой Германии», без владений Габсбургов, и в основу её символов были положены чёрный прусский одноглавый орёл и чёрно-бело-красные цвета Пруссии, Бранденбурга и ганзейских городов.

### Рейнский Союз 1806—1813

Флаг Цисрейнской Республики, 1797

В 1794-1795 годах французские войска заняли территорию мелких государств на левом берегу Рейна. По Базельскому миру в 1795 году Пруссия уступила Франции принадлежавшие ей территории на западном (левом) берегу Рейна. 28 августа 1797 года была создана Цисрейнская Республика на территории рейнского левобережья, включая земли, принадлежавшие архиепископствам Трир, Майнц, Кёльн, курфюршества Пфальц, герцогств Юлих и Клеве и ряда мелких территорий. Французский генерал Гош (Hoche) стал протектором республики. Эта республика существовала очень непродолжительное время — уже в ноябре 1797 года, по договору в Кампо-Формио, она перешла под прямое управление Франции и её территория была реорганизована в департаменты Рёр (Roer), Рейн и Мозель (Rhin-et-Moselle), Сарр (Sarre) и Монт-Тоннер (Mont Tonnerre). По Люневильскому мирному договору 9 февраля 1801 года император Священной Римской империи признал власть Франции над левым берегом Рейна и эта территория была окончательно официально аннексирована Францией 23 сентября 1802 года.
Флагом Цисрейнской Республики было полотнище из зелёной, белой и красной равновеликих горизонтальных полос, которое в настоящее время является флагом земли Северный Рейн-Вестфалия.
12 июля 1806 года, вследствие ультиматума Наполеона I, 16 германских государств объявили о своём выходе из Священной Римской империи германской нации и объединении в конфедерацию Рейнский Союз под покровительством Наполеона.
До 1808 к Рейнскому Союзу присоединились ещё 23 германских государства. Вне Рейнского Союза лишь Пруссия, Австрия, принадлежавшее Дании герцогство Гольштейн и шведская Померания.
В 1813 году, после поражения Наполеона в Битве народов под Лейпцигом, Рейнский союз распался. На сегодняшний момент единственным его членом, сохранившим независимость, является княжество Лихтенштейн.
Гербовыми (ливрейными) цветами Рейнского Союза были зелёный, белый и синий, а все его члены продолжали сохранять и использовать свои гербы и гербовые (ливрейные) цвета.

### Происхождение чёрно-красно-золотого флага
Чёрно-красно-золотой флаг берёт своё начало в цветах униформы Добровольческого корпуса майора барона Адольфа фон Лютцова, который в 1813 году в составе прусской армии сражался против наполеоновских войск на территории германских государств. Эта форма была чёрного цвета, с красными отворотами и обшлагами и золотистыми пуговицами. Хотя при желании можно связать эти цвета с цветами герба Священной Римской империи германской нации, на самом деле выбор цветов формы был чисто прагматическим: члены корпуса должны были обмундировываться за свой счёт, поэтому для единообразия было решено окрашивать имевшуюся у них гражданскую одежду дешёвой стойкой чёрной краской. Это же касалось дешёвой красной ткани на обшлагах и бронзовых пуговиц золотистого цвета.
Кроме того, значки уланов в составе корпуса были красно-чёрными. В то время чёрный, красный и золотой цвета интерпретировались как символ движения «из темноты рабства через кровавую битву к золотому свету свободы» (нем. Aus der Schwärze der Knechtschaft durch blutige Schlachten ans goldene Licht der Freiheit). В связи с тем, что большинство добровольцев корпуса Лютцова были студентами и преподавателями университетов, цвета корпуса получили широкое распространение во многих германских государствах, тем более, что эти цвета ассоциировались с цветами герба Священной Римской империи германской нации.
Своё закрепление чёрно-красно-золотое сочетание цветов получило в символике первого общегерманского Студенческого братства (нем. Urburschenschaft), созданного в 1815 году в Йенском университете (герцогство Саксен-Веймар-Эйзенахское) с идеями строительства общегерманского государства.

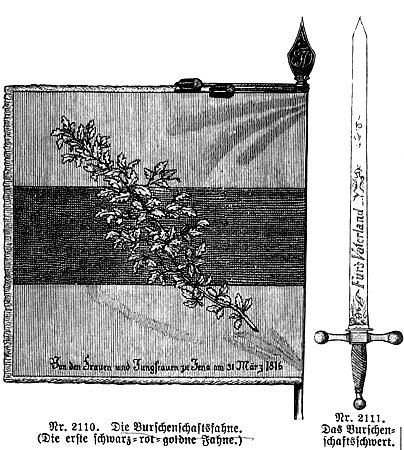
Знамя и меч Студенческого братства

12 июня 1815 года женщины города Йены подарили союзу знамя: красное полотнище с горизонтальной чёрной полосой в середине и изображением золотой дубовой ветки. По случаю создания Студенческого братства поэт Даниэль Август фон Бинцер в 1819 году в песне «Мы построим прочный дом» (имелось в виду единое германское государство) написал о чёрно-красно-золотой ленте, что было первым упоминанием об этих цветах, как символе студенческого братства и демократического движения за создание общегерманского государства в противовес раздробленности и партикуляризму.

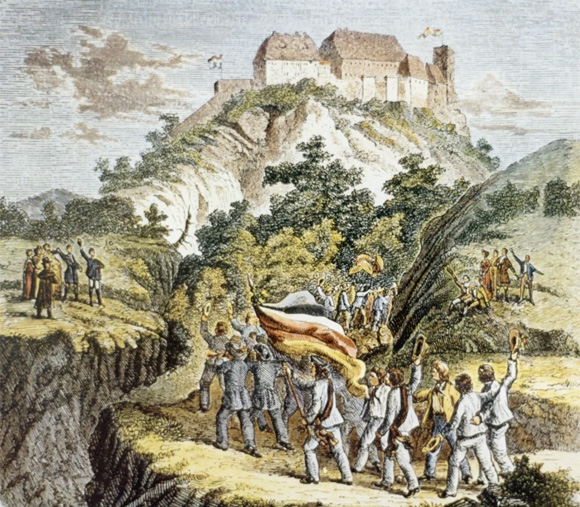
«Вартбургское празднество» 18 октября 1817 года

На «Вартбургском празднестве» 18 октября 1817 года впервые явились впоследствии запрещённые студенческие цвета как символы германского национального единства.

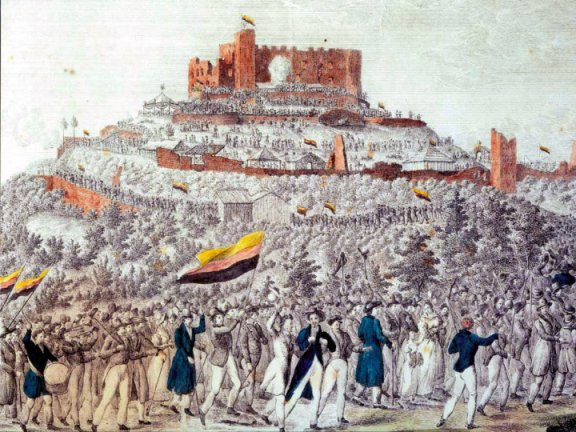
Гамбахский праздник в 1832 году (частично раскрашенная литография)

Флаг этих цветов появился также в 1832 году на Хамбахском празднике у города Нойштадт-ан-дер-Хаардт (сегодня — Нойштадт-ан-дер-Вайнштрассе, Рейнланд-Пфальц), причём он состоял из жёлтой, красной и чёрной горизонтальных полос, что соответствовало правилам австрийской геральдики в части отображения цветов герба на флагах, согласно которым верхним на флаге должен изображаться цвет поля герба, ниже него — цвета главной фигуры и её дополнений (в гербе Священной Римской империи германской нации был изображён чёрный двуглавый орёл с красными клювами и когтями в золотом щите). Один из сохранившихся флагов был сшит Йоганном Филиппом Абрешем и на средней красной полосе имеет надпись «Возрождение Германии».

### Германский союз 1848—1852

Германский торговый флаг, 1848—1852
Германский военный флаг, 1848—1852

9 марта 1848 года во Франкфурте-на-Майне был принят чёрно-красно-золотой флаг Германского союза.
12 ноября 1848 года был издан закон о введении германских военного и торгового флагов:
«Германский военный флаг (нем. Deutsche Kriegsflagge) состоит из трёх равных по ширине горизонтально расположенных полос: сверху — чёрная, в середине — красная, снизу — жёлтая. В крыже расположен государственный герб (нем. Reichswappen) в четырёхугольном поле, которое занимает две пятых ширины флага. Государственный герб несёт в золотом (жёлтом) поле двуглавого чёрного орла с красными языками, золотыми (жёлтыми) клювами и открытыми когтями.
Германский торговый флаг (нем. Handelsflagge) также состоит из трёх равных по ширине горизонтальных полос: чёрной, красной и жёлтой, как военный флаг, с тем различием, что на нём нет государственного герба. Этот флаг должен быть на всех германских торговых судах как национальный флаг»

### Северогерманский союз 1868—1870
В 1867 году 21 германское государство объединилось с Пруссией в Северогерманский союз.

Флаг Великого Герцогства Ольденбург
Флаг Великого Герцогства Мекленбург
Флаг Великого Герцогства Баден
Флаг Великого Герцогства Саксония-Веймар-Айзенах

Ещё 22 сентября 1866 года в газете «Bremer Handelsblatt» была опубликована статья секретаря торговой палаты Гамбурга д-ра Адольфа Сётберса (нем. Adolf Soetbeers), в которой предлагалось сделать флагом будущего единого германского государства полотнище из чёрной, белой и красной полос. Этот проект поддержал прусский канцлер граф фон Бисмарк — Шёнхаузен, настоявший на включении в проект конституции Северогерманского союза описания чёрно-бело-красного флага. Об этом проекте также доложил 25 декабря 1866 года королю и кронпринцу прусский морской министр принц Адальберт Прусский. Обществу было официально публично разъяснено, что чёрный и белый являются прусскими цветами, а красный и белый — цвета гербов и флагов ганзейских городов. Королю Пруссии Вильгельму I импонировало, что на флаге объединены прусские чёрно-белые цвета с красно-белыми цветами Бранденбурга и в это же время отсутствовал золотой (жёлтый) цвет, бывший одним из гербовых цветов австрийских Габсбургов (чёрный и золотой) и российских Романовых (чёрный, золотой и серебряный).
Против принятия чёрно-бело-красного флага никто не возражал, даже сторонники чёрно-красно-золотого флага 1848 года, так как первый шаг к германскому единству казался гораздо важнее, чем споры о том, под каким флагом он будет сделан.
Наконец, 16 апреля 1867 года была принята Конституция Северогерманского союза, статьёй 55 которой было установлено: «Флаг военного и торгового флота — чёрно-бело-красный».

Флаг торгового флота Северогерманского союза
Гюйс Северогерманского союза
Военный флаг Северогерманского союза

На основании этого 25 октября 1867 года предписанием президента Северогерманского Союза короля Пруссии Вильгельмом I был установлен союзный флаг (нем. Bundesflagge), который было предписано нести коммерческими судам входящих в союз государств в качестве национального флага, обозначающего их государственную принадлежность к Северогерманскому Союзу: «Прямоугольное полотнище, состоящее из трёх равных по ширине горизонтальных полос: верхней — чёрной, средней — белой и нижней — красной. Отношение высоты флага к его длине 2 к 3».
Это установление действовало до 11 апреля 1921 года.
Указом короля Пруссии Вильгельма I от 4 июля 1867 года, объявленным приказом кабинета прусского королевского двора от 10 сентября 1867 года, были утверждены военный флаг (нем. Kriegsflagge) и гюйс Королевства Пруссия. Гюйс представлял собой чёрно-бело-красное прямоугольное полотнище с отношением ширины к длине как 2 к 3, с изображением большого Железного Креста, несколько смещённого к шкаторине. Военным флагом было утверждено белое полотнище с чёрным крестом с чёрно-белой обводкой, в центре которого был изображён белый круг с чёрным прусским орлом. В крыже было помещено изображение гюйса. Отношение ширины полотнища к его длине как 3:5.
Этот кормовой флаг и гюйс 1 октября 1867 года стал военным флагом и гюйсом Северогерманского союза.

### Германская империя 1870—1919
23 и 25 ноября 1870 года южногерманские государства Бавария, Баден, Вюртемберг и Гессен вошли в Северогерманский союз.

Флаг Королевства Саксония
Торговый флаг Королевства Пруссия
Флаг Герцогства Брауншвейг
Флаг Герцогства Анхальт

10 декабря 1870 года рейхстаг Северогерманского Союза переименовал Северогерманский Союз в Германскую империю, конституцию Северогерманского союза — в конституцию Германской империи, а президента Северогерманского Союза — в германского императора (нем. Deutscher Kaiser) (при этом установление в статье 55 конституции относительно цветов осталось без изменений).
Статьёй 55 новой Конституции Германской империи от 16 апреля 1871 года были подтверждены государственные цвета (нем. Reichsfarben) — чёрный, белый и красный..
Национальный, торговый и государственный военный флаги остались без изменения.

Национальный и торговый флаг Германской империи
Государственный военный флаг Германской империи

### Веймарская республика1919—1933

Национальный флаг Германии, 1921—1933
Торговый флаг Германии, 1921—1933
Государственный военный флаг Германии, 1921—1933

После Ноябрьской революции 1918 года и поражения Германии в Первой мировой войне учредительное Национальное Собрание 11 августа 1919 года в г. Веймаре приняло германскую конституцию, которая провозгласила Германию республикой.
В статье 3 конституции было установлено:

Государственные цвета (нем. Reichsfarben) — чёрный, красный и золотой. Торговый флаг (нем. Handelsflagge) — чёрно-бело-красный с государственными цветами в верхнем углу у древка"

11 апреля 1921 года предписанием о германских флагах были установлены национальный флаг, торговый флаг и государственный военный флаг. Торговым флагом был сохранён прежний чёрно-бело-красный флаг, но к нему был добавлен чёрно-красно-золотой крыж. Военный флаг был установлен таким же, как торговый, но с Железным Крестом в центре.
Бывшие королевства, великие герцогства и герцогства в составе Германской империи получили статус свободных (или народных, или свободных народных) государств.

Флаг Свободного Народного Государства Вюртемберг
Флаг Свободного Государства Шаумбург-Липпе
Флаг Народного Государства Гессен
Флаг Свободного Государства Пруссия

### Нацистская Германия(Германский Рейх, Великогерманский Рейх) 1933—1945

Государственный, национальный и торговый флаг Германии, 1933—1935
Государственный, национальный и торговый флаг Германии, 1935—1945
Государственный военный флаг Германии, 1933—1935
Государственный военный флаг Германии, 1935—1945

С момента прихода к власти в Германии Национал-социалистической немецкой рабочей партии (НСДАП) под руководством Адольфа Гитлера, страна до 1943 года имела прежнее официальное название Германский Рейх (нем. Deutsches Reich), затем Великогерманский Рейх (нем. Großdeutsches Reich). 12 марта 1933 года рейхспрезидент Пауль фон Гинденбург своим указом установил, что впредь должны одновременно подниматься (вывешиваться) вместе, национальный государственный чёрно-бело-красный флаг и флаг со свастикой (нем. Hakenkreuzflagge), так как «эти флаги связывают славное прошлое германского государства и энергичное возрождение немецкой нации. Совместно они должны представлять государственную власть и внутреннюю тесную связь всего немецкого народа». На военных зданиях и сооружениях предписывалось вывешивать только государственный военный флаг (нем. die Reichskriegsflagge)
Указом рейхсминистра внутренних дел от 29 апреля 1933 года было предписано всем коммерческим суднам с 1 мая 1933 года, помимо кормового чёрно-бело-красного флага, поднимать на фок-мачте или гюйс-штоке флаг со свастикой (нем. Hakenkreuzflagge). Это установление было подтверждено предписанием от 20 декабря 1933 года.
15 сентября 1935 года законом о государственном флаге (нем. Reichsflaggengesetz)
флаг со свастикой был объявлен государственным и национальным флагом Германии. Закон о государственном флаге гласил:

1. Государственные цвета — чёрный, белый и красный.
2. Государственным и национальным флагом (нем. Reichs- und Nationalflagge) является флаг со свастикой (нем. Hakenkreuzflagge). Он также является торговым флагом.
3. Фюрер и рейхсканцлер установит форму государственного военного флага (нем. Reichskriegsflagge) и государственного служебного флага (нем. Reichsdienstflagge).

5 октября 1935 года по проекту Адольфа Гитлера был утверждён новый военный флаг, по дизайну повторявший военный флаг Германской империи, но с красным полотнищем в основе.
8 мая 1945 года был подписан акт о военной капитуляции вооружённых сил Германии, что ознаменовало собой окончание Второй мировой войны в Европе, а 23 мая 1945 года было окончательно прекращено государственное существование страны как Великогерманского Рейха и арестовано его последнее Фленсбургское правительство, территория Германии была разделена на четыре оккупационных зоны (советскую, французскую, американскую и британскую).

### Послевоенная Германия1945—1949

Проект Йозефа и Эрнста Вирмеров (1944)
Вымпел судов зон оккупации в 1946—1951 (флаг «Чарли»)
Флаг предложен консервативными партиями в качестве флага Западной Германии (1948)
Дизайн Роберта Лера (1948)
«Республиканский триколор» Пауля Венцке (1948)
Проект Эдвина Редслоба (1948)

После окончания Второй мировой войны существование государственных институтов Германии было прекращено, оккупационные власти Объединённых Наций запретили все виды германских флагов и оккупационные зоны остались без флага.
В качестве кормового флага на судах и катерах оккупационных зон в 1946—1951 годах использовался флаг «Чарли» международного свода сигналов, но с двумя косицами.

Незадолго до формального образования ФРГ в 1949 году, проводился конкурс на новый флаг Германии. Среди проектов основным конкурентом традиционного чёрно-красно-золотого флага был проект казнённого нацистами деятеля Сопротивления Й. Вирмера (предложенный на конкурс его братом Эрнстом), использовавший те же цвета, но с дизайном, традиционным для скандинавских стран.

Флаг Объединенной сборной Германии , использовавшийся на Олимпийских играх 1960–1968 годов.

### Германская Демократическая Республика 1949—1990
7 октября 1949 статьёй 2 Конституции Германской Демократической Республики (ГДР) было установлено, что «Цвета Германской Демократической Республики — чёрный, красный, золотой» (с 1 октября 1959 в центре флага ГДР стал изображаться герб ГДР).

Флаг ГДР (1959—1990)